# Ciència oberta
Ciència oberta és el paraigües del moviment per fer la recerca científica, les seves dades i la seva disseminació accessibles a tots els nivells d'una societat del coneixement, a un nivell aficionat o professional. És una manera de concebre la investigació científica basada en el treball col·laboratiu, en l'obertura i transparència de totes les fases de la investigació (recollida de dades, revisió per experts, difusió, avaluació, etc.) i també en l'aproximació de la ciència a la societat. La ciència oberta suposa una transformació radical sobre com dur a terme la investigació científica i sobre com transformar el seu sistema d'avaluació, en síntesi, un complet canvi de paradigma respecte el sistema actual.
La ciència oberta va començar al segle xvii amb l'aparició de les revistes acadèmiques quan la demanda social per a l'accés al coneixement científic va arribar a un punt en què va caler que grups de científics compartissin els seus recursos entre si, perquè poguessin fer col·lectivament la seva feina. En temps moderns, es debat sobre fins a quin punt cal compartir la informació científica. El conflicte es troba entre el desig dels científics de tenir accés a recursos compartits, i el desig de les entitats individuals d'obtenir un profit quan una altra entitat vol fer servir els seus recursos.

## Introducció
La Ciència s'entén en general com la recol·lecció, anàlisi, publicació, reanàlisi, crítica i reutilització de dades. Els proponents de la Ciència Oberta identifiquen diverses barreres que impedeixen o dissuadeixen la disseminació de les dades científiques. Entre aquestes barreres hi ha peatges econòmics de les Editorials acadèmiques amb ànim de lucre, restriccions en l'ús per part de les organitzacions que publiquen les dates, deficient estructuració de les dades, o ús de programari propietari que dificulta reutilitzar-les; també hi ha reticències culturals a publicar dades, per la por a perdre el control sobre com es fa servir la informació.
La Ciència Oberta pot incloure sovint aspectes del [moviment open source pel qual la ciència moderna demana programari que processi les dades i la informació.

La Computació Oberta en Ciència també té en compte el problema de la reproductibilitat dels resultats científics.
Aquest innovadora manera de practicar la ciència inclou la recerca oberta i l'Open notebook science, mètodes d'investigació en els quals els experiments i les dades obtinguts mitjançant aquests són automàticament d'accés públic, sobretot en el coneixement científic produït amb fons públics.
El referent en aquest camp és el project europeu CERN i el seu Gran col·lisionador d'Hadrons gràcies al qual fa poc hem conegut l'existència del bosó de Higgs o “partícula de Déu”. Les dades obtingudes en els seus treballs es comparteixen amb la comunitat científica per a la seua discussió mitjançant la Worldwide LHC Computing Grid.
Els articles de Matthew Todd sobre l'exitós projecte de ciència oberta en la síntesi d'un fàrmarc per a una malaltia tropical rebutjada, mostren que l'obertura d'un projecte va accelerar la recerca implicada.

## Història

### Abans de les revistes científiques
Abans de l'arribada de les revistes científiques els científics tenien poc a guanyar i molt a perdre en donar a conèixer els seus descobriments científics. Molts científics, incloent Galileo, Kepler, Isaac Newton, Christiaan Huygens y Robert Hooke, reclamaven els seus descobriments, descrivint-los en documents codificats en anagrames o cyphers i després distribuïen el text codificado. La seua intenció era desenvolupar el seu descobriment en alguna cosa de la que pogueren beneficiar-se, i fins a eixe moment, no el revetlaven com a seu.
El sistema de no donar a conèixer els descobriments va provocar problemes perquè feia difícil compartir-los amb rapidesa i a voltes dificultava per al descobridor provar la seua autoria. Newton i Gottfried Leibniz, per exemple, reivindiquen alhora l'autoria en el descobriment del càlcul. Els debats al voltant de les autories són, de fet, inherents a sistemes en els que la ciència no es publica obertament.
Són casos representatius d'un sistema de mecenatge aristocràtic en què els científics rebien finançament per a desenvolupar de manera immediata invents útils i per a entretenir. La ciència va donar prestigi als mecenes de la mateixa manera que als artistes i, com a conseqüència, els científics es van veure sota pressió per satisfer els desitjos dels seus clients.

### Aparició de les acadèmies i revistes científiques
Finalment, el sistema de mecenatge individual va deixar de proporcionar la producció científica que la societat començava a exigir. Els mecenes individuals no podien finançar suficientment els científics, que tenien carreres inestables i necessitaven finançament regular.
El desenvolupament que va canviar la situació va ser la tendència a posar en comú la investigació per part de múltiples científics en una acadèmia finançada per múltiples usuaris. El 1660, Anglaterra va establir la Royal Society i el 1666 a França s'estableix la Acadèmia Francesa de les Ciències. Entre els anys 1660 i 1793, els governs van donar reconeixement oficial a altres 70 organitzacions científiques modelades després d'aquestes dos acadèmies.
El 1665 Henry Oldenburg es va convertir en l'editor de la primera revista científica: Philosophical Transactions de la Royal Society, que va ser la primera revista acadèmica dedicada a la ciència i la base per al creixement de la publicació científica. Cap al 1699 hi havia ja 30 revistes científiques i el 1790 n'eren 1052. Des d'aleshores, la publicació s'ha expandit a taxes encara majors.

### Col·laboració entre acadèmies
En l'actualitat moltes acadèmies tenen investigadors pressionant a universitats públiques i institucions d'investigació per participar en el desenvolupament tecnològic compartint investigacions i recursos.
Alguns productes d'investigació tenen el potencial de generar ingressos comercials, i en la esperanza de capitalitzar aquests productes, moltes institucions d'investigació no proporcionen la informació i tecnología que si feren pública donaria lloc a nous avanços científics.

## Política
En molts llocs, els governs financen algunes investigacions científiques, Els científics sovint donen a conèixer els resultats dels seus treballs mitjançant articles en revistes científiques, que en moltes ocasions són comercials. Les entitats públiques, com ara universistats i biblioteques tenen subscripcions a aquestes revistes. Michael Eisen, un dels fundadors de la Biblioteca Pública de la Ciència, ha descrit aquest sistema dient que " els contribuents que ja pagaren per la investigació haurien de tornar a pagar de nou per llegir els resultats".
El desembre de 2011 als Estats Units, els legisladors introduïren un projecte de llei anomenat Llei de Treballs d'investigació, que obliga que els articles que informen sobre investigacions finançades pels contribuents es publiquen debades al públic en internet. Darrell Issa, un dels patrocinadors del projecte de llei, va explicar que "la investigació finançada amb fons públics està i ha de continuar estant aboslutament a disposició del públic. També hem de protegir el valor afegit a la investigació del sector privat finançada amb fons públics i assegurar que encara hi haja una activa comunitat d'investigació comercial i sense finalitat de lucre. En resposta a aquest projecte es produïren protestes de diversos investigadors. Entre ells hi hagué un boicot de l'editorial Elsevier que es va conèixer com "The Cost of Knowledge".

## Principis de la ciència oberta
La Ciència Oberta es basa en 6 principis: 
- Metodologies Obertes
- Revisió per pars Obert
- Software i Hardware Oberts
- Dades Obertes
- Accés Obert
- Recursos Educatius Oberts/OER (MOOC)[14]